# 斯凱爾頓 (印第安納州)
斯凱爾頓（英語：Skelton）是位於美國印地安納州吉布森縣的一個非建制地區。該地的面積和人口皆未知。